# Dédé bij nacht
Dédé bij nacht is het 111ste stripverhaal van De Kiekeboes. De reeks wordt getekend door striptekenaar Merho. Het album verscheen in november 2006.

## Verhaal
Kiekeboes grootste vijand Dédé la Canaille, komt vrij uit de gevangenis onder elektronisch toezicht. Marcel Kiekeboe en zijn familie vieren de verjaardag van hun buurman Fernand Goegebuer, maar wanneer er een stroompanne de feestvreugde verstoort en dat er in de hele stad geen elektriciteit is. Neemt net op dat moment een geheimzinnig figuur zijn intrek in het leegstaande huis tegenover dat van de familie Kiekeboe. Dédé is nergens meer te bespeuren op de politieradar,wegens de panne. Sapperdeboere en zijn team zetten een zoekactie in. Plots verdwijnt Kiekeboe spoorloos, niemand weet waar hij is? Zou dat iets te maken hebben met Dédé...